# Kerk van Tinallinge
De kerk van Tinallinge is een romanogotisch bouwwerk uit de dertiende eeuw op de wierde in het midden van het kleine Groninger dorp Tinallinge. Oorspronkelijk was de kerk gewijd aan Maria (Onze Lieve Vrouwe).

## Beschrijving

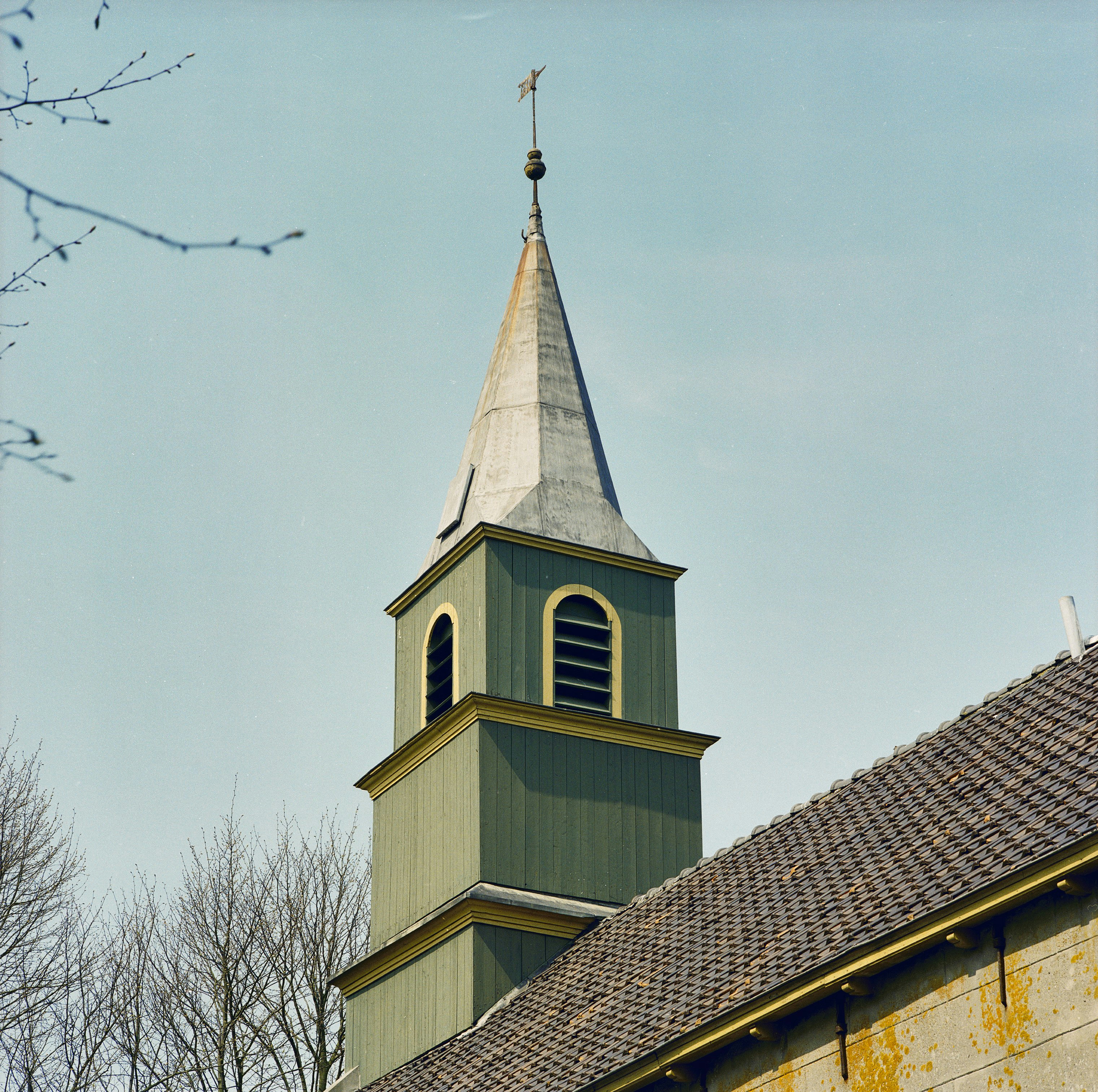
Dakruiter

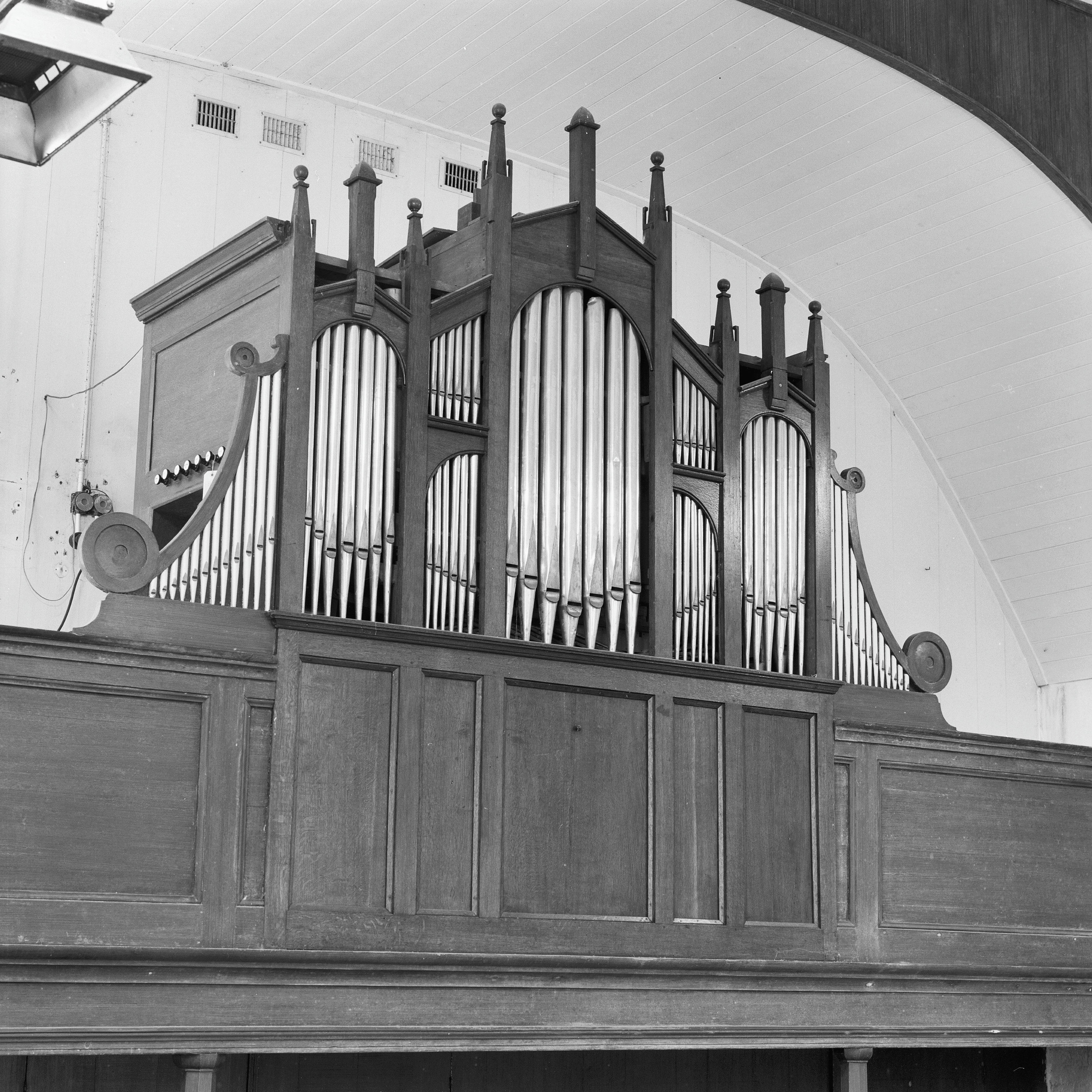
Orgel

De Onze Lieve Vrouwenkerk is een van oorsprong tweebeukig zaalkerkje met een rechtgesloten koor. Met name de zuidmuur heeft duidelijk romanogotische kenmerken. De achtergevel werd later vernieuwd. Het metselwerk was bij een eerdere restauratie onder een pleisterlaag verdwenen, maar is na de laatste restauratie weer teruggebracht. Oorspronkelijk heeft de kerk een losstaande klokkentoren gehad. Deze is in 1727 afgebroken, waarbij op de kerk een dakruiter werd aangebracht.
In de kerk bevinden zich middeleeuwse muurschilderingen, een middeleeuwse smeedijzeren wijzerplaat met een uurwerk uit 1545, een houten koorhek uit de periode 1549-1557, een rijk versierde preekstoel uit 1660 met achterschot en het wapen van de familie Van Starkenborgh op het klankbord, een originele tekst over de roggeprijs van 1557,  en een aantal grafzerken op de vloer. De oorspronkelijke gewelven zijn verdwenen, de kerk heeft nu een balkenplafond.
Het eenklaviers kerkorgel met aangehangen pedaal uit ongeveer 1910 (pas geplaatst in 1917) is van de hand van de orgelbouwer Jan Doornbos. Het pijpwerk is ouder en mogelijk afkomstig van het vorige orgel, dat van 1549 tot 1893 in de kerk gestaan heeft. Het instrument is in 2013-2014 volledig gerestaureerd. 
Op het kerkhof rondom de kerk ligt nog een aantal grafzerken, waarvan de oudste uit de 17e eeuw dateert.
De laatste restauratie van het kerkje vond plaats in 2003. In 2010 droeg de hervormde gemeente van Baflo, Rasquert en Tinallinge vanwege de hoge kosten de kerk, samen met begraafplaats en verenigingsgebouw, over aan de Stichting Oude Groninger Kerken.